# Mitotichthys semistriatus
Mitotichthys semistriatus és una espècie de peix de la família dels singnàtids i de l'ordre dels singnatiformes.

## Morfologia
- Els mascles poden assolir 26,8 cm de longitud total.[4][5]

## Reproducció
És ovovivípar i el mascle transporta els ous en una bossa ventral, la qual es troba a sota de la cua.

## Depredadors
És depredat per Platycephalus laevigatus.

## Hàbitat
És un peix marí de clima temperat que viu fins als 3 m de fondària.

## Distribució geogràfica
Es troba a Austràlia: Victòria i Tasmània.